# Ray Ellefson
Eugene Raymond Ellefson, detto Ray (Brookings, 18 novembre 1922 – Sioux Falls, 7 ottobre 1994), è stato un cestista statunitense, professionista nella NBL, nella BAA, nella NBA e nella ABL.